# Herman Wegter
Herman Wegter (Surhuisterveen, 29 mei 1978) is een Nederlandse voormalig tv-maker. Van 2004 tot 2016 was hij presentator bij de Evangelische Omroep, daarna tot 2022 hoofdredacteur bij deze omroep. Vervolgens werd hij trainer en spreker in het bedrijfsleven.

## Biografie

### Jongerenprogramma's
Wegter studeerde journalistiek aan de Christelijke Hogeschool Ede en deed in maart 2000 mee met een programma voor jong mediatalent bij de Evangelische Omroep. Daar sprong hij eruit, waarop hij samen met Manuel Venderbos het jongerendiscussieprogramma D-lounge presenteerde. Na het vertrek van Klaas van Kruistum bij de radiozender 3FM namen zij samen zijn programma Xion over, dat tevens een metamorfose onderging en Xnoizz ging heten.
In 2004 begonnen Wegter en Venderbos samen met hun collega's Rebecca Bijker en Margje Fikse met de presentatie van het live-kinderprogramma blinQ op Z@PP, de kinderzender van de Publieke Omroep. In 2005 presenteerde Wegter ook het spelprogramma Superlink op Nederland 1. Na de stop van blinQ in 2006 presenteerde Wegter tot 2008 de familiequiz Omega Code. Samen met Hannah Groen presenteerde hij ook nog LoveMatch. Daarbij verzorgde Wegter in 2005 en 2006 de presentatie de live-uitzending van de EO-Jongerendag. 

### Volwassenenprogrammering
Van september 2007 tot juni 2010 werd op Nederland 3 Wegters programma Vreemde Tralies uitgezonden. Hierin bezocht hij Nederlanders die in het buitenland gevangen zaten. Ook presenteerde hij Fataal, een serie over verkeersongevallen met fatale afloop, waar jongeren bij betrokken zijn.
Van september 2009 tot december 2011 presenteerde Wegter ook het EO-programma De Kist, met een-op-een gesprekken bij bekende Nederlanders thuis over de dood. Begin 2012 nam Kefah Allush de presentatie over.
Op 15 juni 2012 werd Wegter voorgesteld als kandidaat voor de ChristenUnie bij de Tweede Kamerverkiezingen van 12 september dat jaar. Hij stond in de kieslijst van de partij op plaats 7, maar werd niet verkozen en beëindigde zijn politieke ambities.
Van januari 2013 tot midden 2016 presenteerde Wegter het dagelijkse programma Geloven op 2 (vanaf september 2014 Geloof en een Hoop Liefde) waarbij hij samen met Mirjam Bouwman en Kefah Allush diverse plaatsen in Nederland afstreek.

### Nieuwe stappen
In het voorjaar van 2014 organiseerde hij samen met Reinier Sonneveld, Otto Kamsteeg en Karel Smouter '7keer7', een tournee langs Nederlandse cafés om met uiteenlopende gasten antwoord te vinden op de vraag: Als we helemaal opnieuw zouden beginnen met het christendom in Nederland, wat moeten we achterlaten en wat nemen we mee? Ook was hij met hen oprichter van het magazine Lazarus.
In 2016 kondigde Wegter aan te stoppen met het presenteren van programma's en zich te richten op de eindredactie van programma's bij de EO. Van 2020 tot mei 2022 was Wegter als hoofdredacteur verantwoordelijk voor diverse programma's op NPO 1 en NPO 3, zoals Meer dan Goud, Het Familiediner en Tygo in de Psychiatrie. Na zijn werk voor de EO ging Wegter aan de slag als trainer in het bedrijfsleven. 

## Publicaties
Wegter publiceerde verschillende columns en verhalen, waaronder een vaste column in Visie, het programmablad van de Evangelische Omroep. In augustus 2014 kwam het boek Vrijgemaakt? uit, waarvoor Herman een verhaal schreef over de worsteling met de kerk waarin hij opgroeide, de Gereformeerde Kerken Vrijgemaakt.